# Babki (Gołdap)
Babki (deutsch Babken, 1938–1945 Steinbrück) ist ein Dorf in der polnischen Woiwodschaft Ermland-Masuren. Es gehört zur Stadt- und Landgemeinde Gołdap (Goldap) im Kreis Gołdap.

## Geographische Lage
Babki liegt im Südosten der historischen Landschaft Ostpreußen, südöstlich von Goldap  (Gołdap), etwa 135 Kilometer ostsüdöstlich von Königsberg (Kaliningrad).  Bis zur einstigen Staatsgrenze Deutsches Reich/Polen sind es vier Kilometer.

## Geschichte
Bei dem um 1565 gegründeten Ort Babken (nach 1785 auch Babcken) handelte es sich vor 1945 um ein großes Gutsdorf. Es kam 1874 zum neu errichteten Amtsbezirk Gurnen (polnisch: Górne), der bis 1945 bestand und zum Kreis Goldap im Regierungsbezirk Gumbinnen der preußischen Provinz Ostpreußen gehörte.
146 Einwohner zählte der Gutsbezirk Babken, zu dem das Vorwerk Scheelhof (polnisch: Siedlisko, nicht mehr existent) gehörte, im Jahr 1910. Am 30. September 1928 wurde das Gutsdorf ohne Scheelhof in die Landgemeinde Szielasken (1936–1938: Schielasken, 1938–1945 Hallenfelde, jetzt polnisch: Żelazki) eingemeindet.
Babki wurde am 3. Juni 1938 in „Steinbrück“ umbenannt.
Gegen Ende des Zweiten Weltkriegs besetzte im Frühjahr 1945 die Rote Armee die Region. Bald darauf wurde Babken zusammen mit der südlichen Hälfte Ostpreußens unter polnische Verwaltung gestellt. Es begann nun die Zuwanderung polnischer Zivilisten. Babken erhielt den polnischen Ortsnamen Babki. Soweit die Einwohner nicht geflohen waren, wurden sie in der darauf folgenden Zeit vertrieben.
Das kleine Dorf ist heute eine Ortschaft im Verbund der Stadt- und Landgemeinde Gołdap im Powiat Gołdapski, der seit 1998 zur Woiwodschaft Ermland-Masuren gehört.

## Religionen
Vor 1945 war die Bevölkerung Babkens überwiegend evangelischer Konfession und in das Kirchspiel der Kirche Gurnen eingepfarrt. Sie gehörte zum Kirchenkreis Goldap in der Kirchenprovinz Ostpreußen der Evangelischen Kirche der Altpreußischen Union. Seit 1945 gehören die wenigen evangelischen Einwohner Babkis zur Kirchengemeinde in Gołdap, die ihrerseits eine Filialgemeinde der Pfarrei in Suwałki in der Diözese Masuren der Evangelisch-Augsburgischen Kirche in Polen ist.
Die vor 1945 nur wenigen katholischen Kirchenglieder waren zur Pfarrkirche nach Goldap im Bistum Ermland orientiert. Seit 1945 besteht für die mehrheitlich katholische Einwohnerschaft eine neu errichtete Pfarrei in Górne, die dem Dekanat Gołdap im Ełk (Lyck) der Katholischen Kirche in Polen zugeordnet ist.

## Verkehr
Babki liegt ein wenig abseits an einer Landstraße, die von Mieruniszki (Mierunsken, 1938–1945 Merunen) und Garbas Drugi (Garbassen), beide in der Woiwodschaft Podlachien gelegen, nach Dzięgiele (Dzingellen, 1938–1945 Widmannsdorf) unweit der polnischen Landesstraße 65 (einstige deutsche Reichsstraße 132) führt.
Eine Bahnanbindung besteht nicht mehr, seit die Bahnstrecke Ełk–Tschernjachowsk (Lyck–Insterburg) mit der nächstgelegenen Bahnstation Pogorzel (bis 1906 Pogorzellen, bis 1945 Hegelingen, heute polnisch Pogorzel) seit 1993 im Personenverkehr nicht mehr betrieben wird.